# Povia

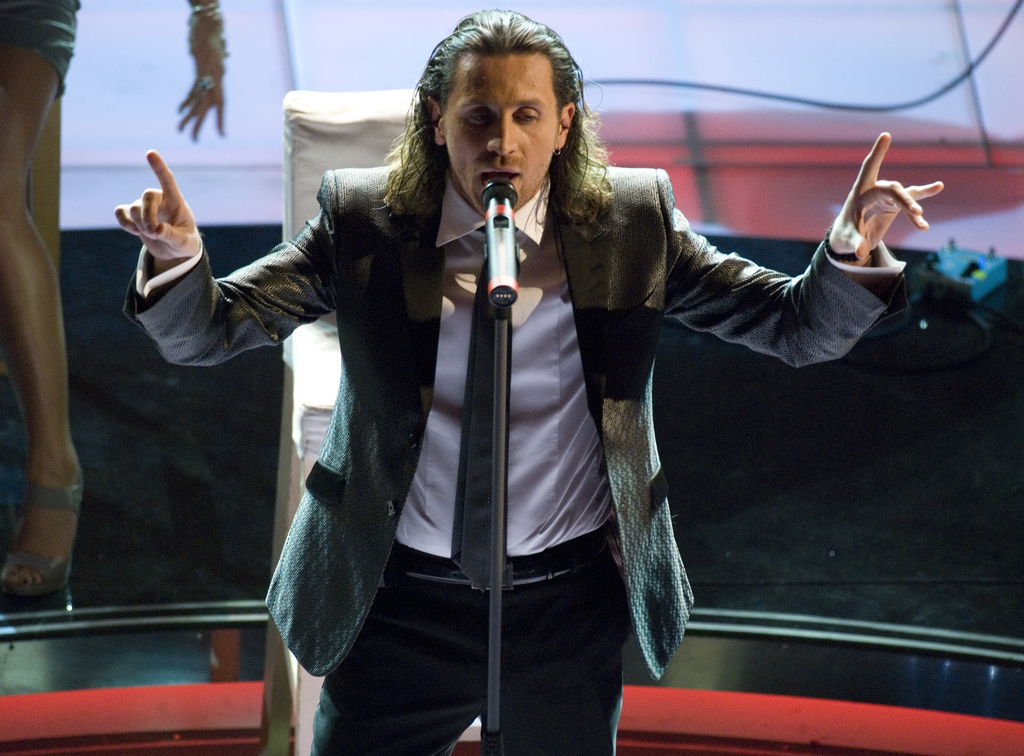
Povia op het festival van Sanremo

Giuseppe Povia (Milaan, 19 november 1972) is een Italiaanse zanger die onder de naam Povia bekend werd.
Na zijn schooltijd werkte hij een periode als ober in Milaan, Rome en Bergamo, en hij leerde zichzelf gitaar spelen. Vervolgens werd hij ontdekt door Angelo Carrara, die eerder al Alice en Ligabue ontdekte.
In 2003 won Povia de belangrijke prijs premio Recanati met het nummer Mia sorella dat over de ziekte boulimie gaat. Daarna probeerde hij met het nummer Quando i bambini fanno oh... toegang tot het festival van Sanremo te krijgen, maar zonder succes, omdat hij het nummer al tijdens een concert vertolkt had. Toch mocht hij het nummer zingen tijdens de finaleuitzending van het festival, weliswaar niet als kandidaat, maar om de geldinzamelingsactie voor Darfoer te steunen. Het pakkende nummer werd een enorme hit en stond maanden op nummer 1 in de Italiaanse hitparades.
In 2006 mocht Povia met het nummer Vorrei avere il becco deelnemen aan het festival. Totaal onverwacht bereikte hij hiermee de eerste plaats.
Povia staat bekend wegens zijn extreemrechtse uitlatingen over onder andere homoseksualiteit, vluchtelingen en inentingen. Eerstgenoemde zorgde tijdens Sanremo 2009 voor grote opschudding toen hij met het nummer "Luca era gay" openlijk steun uitbracht voor het "kuren" van homoseksualiteit. 

## Discografie
- 2005 - Evviva i Pazzi... che hanno capito cos'è l'amore
- 2006 - I bambini fanno ooh (La storia continua)
- 2009 - Centravanti di Mestiere